# Plikati
Plikati este un oraș în Grecia în prefectura Ioannina.